# Descompressió descontrolada
La descompressió descontrolada és una caiguda no planificada en la pressió d'un sistema de segellat, com ara una cabina d'avió, i resulta típicament d'errors humans, fatiga de materials, errors d'enginyeria, o impactes, evitats pel dipòsit sota pressió per donar curs a baixades de pressió ambient o sense pressió en absolut.
La descompressió es pot ser classificada com explosiva, ràpida o lenta:
- Descompressió explosiva (ED en anglès) és violenta, la descompressió és massa ràpida per a la sortida de l'aire de manera segura des dels pulmons.
- Descompressió ràpida, mentre que segueix sent ràpid, és prou lenta com per permetre que els pulmons es ventilin.
- Lenta o descompressió gradual es produeix tan lentament que no pot ser detectada abans de patir d'hipòxia.

## Descripció
El terme descompressió descontrolada aquí es refereix a la despressurització no planificada de dipòsits que són ocupats per persones. Per exemple, una cabina d'avió a alta altitud, una nau espacial, o una cambra hiperbàrica. Pel fracàs catastròfic d'altres recipients a pressió utilitzats per contenir gas, líquids, o reactius sota pressió, el terme explosió és més comunament utilitzat, o altres termes especialitzats com ara el BLEVE pot aplicar-se a situacions particulars.
La descompressió pot ocórrer a causa d'una fallada estructural del dipòsit de pressió, o el fracàs del sistema de compressió.
La velocitat i violència de la descompressió es veu afectada per la grandària del dipòsit de pressió, la pressió diferencial entre l'interior i l'exterior del recipient i la mida del forat de fuga.
La Federal Aviation Administration reconeix tres tipus diferents d'esdeveniments de descompressió en els avions:
- Descompressió explosiva
- Descompressió ràpida
- Descompressió gradual

### Descompressió explosiva
La descompressió explosiva es produeix a una velocitat més ràpida en el qual l'aire pot escapar dels pulmons, típicament en menys de 0,1 a 0,5 segons. El risc de trauma pulmonar és molt alt, com és el perill dels objectes perillosos que comprenen els projectils per les forces explosives, que pot comparar-se a una detonació de bomba.
Després d'una descompressió explosiva dins d'una aeronau, immediatament pot omplir una boira espessa a l'interior com en la humitat relativa d'aire de la cabina ràpidament canvia a mesura que l'aire es refreda i es condensa. Els pilots militars amb màscares d'oxigen han de respirar amb pressió, de manera que els pulmons s'omplen d'aire quan està relaxat, i l'esforç que ha de ser exercit per expulsar l'aire de nou.

### Descompressió ràpida
La descompressió ràpida pren típicament més de 0,1 a 0,5 segons, permetent que els pulmons es descomprimeixin més ràpidament que la cabina. El risc de danys als pulmons encara és present, però significativament reduït en comparació amb descompressió explosiva.

### Descompressió lenta
La descompressió lenta o gradual, es produeix quan és prou lent com per passar desapercebut i només poden ser detectats pels instruments. Aquest tipus de descompressió també pot passar a partir d'un error de pressurització com una aeronau puja en altitud. Un exemple d'això és l'accident del vol 522 d'Helios Airways, en la qual els pilots no van aconseguir comprovar que l'aeronau es pressuritzava automàticament i després en reaccionar a les advertències que l'avió va ser despressuritzat, amb el temps, van patir una pèrdua de coneixement (així com la majoria dels passatgers i tripulació) a partir d'hipòxia.

## Cabines a pressió i proves
Els segellats d'alta pressió en els dipòsits també són susceptibles a la descompressió explosiva, s'utilitzen juntes tòriques o d'estanquitat de cautxú per segellar canonades a pressió que tendeixen a saturar-se amb gasos d'alta pressió. Si la pressió dins del recipient és alliberada sobtadament, llavors els gasos dins de la junta de goma es poden expandir violentament, causant butllofes o explosions de materials. Per això, és comú per als equips militars i industrials ser sotmesos a una prova de descompressió explosiva abans de certificar-los com segurs per al seu ús.

## Fal·làcies

### L'exposició a un buit fa que el cos exploti
Aquest mite persistent es basa en una falta de distinció entre dos tipus de descompressió: la primera, des de la pressió atmosfèrica normal (una atmosfera) a un buit (zero atmosferes), i el segon, a partir d'una pressió excepcionalment alta (moltes atmosferes) fins a la pressió atmosfèrica normal.
El primer tipus, un canvi sobtat de la pressió atmosfèrica normal a un buit, que és la més comuna. La investigació i la recerca en exploració espacial i aviació a alta altitud han demostrat que mentre exposició al buit causa inflamació, la pell humana és prou forta com per suportar la caiguda d'una atmosfera encara que la hipòxia resultant causa inconsciència després d'uns pocs segons. També és possible que el barotrauma pulmonar (lung rupture) es produeix si es força la respiració.
El segon tipus és poc comú, ja que l'única situació normal en què es pot produir durant la descompressió és després del busseig. De fet, només hi ha una única aparició ben documentada: l'incident de Byford Dolphin, en què una caiguda de pressió catastròfica de vuit atmosferes va causar una explosió massiva i incloent el barotrauma letal. Una mort similar però fictícia es mostra en la pel·lícula Llicència per matar, quan el cap d'un personatge explota després que la seva cambra hiperbàrica és ràpidament despressuritzada. Cap d'aquests incidents hauria estat possible si la caiguda de pressió fos estat només d'una atmosfera normal a un buit.

### Els forats de bala causen descompressions explosives
Els fuselatges dels avions estan dissenyats amb quadernes armades per evitar la fractura, la mida del forat és un dels factors que determina la velocitat de la descompressió, i un forat de bala és massa petit per provocar una descompressió ràpida o explosiva.

### Un petit forat podria fer expulsar a la gent d'un fuselatge
El programa de televisió Mythbusters va examinar aquesta creença de manera informal amb una aeronau pressuritzada i diverses proves a gran escala. Les aproximacions de Mythbusters suggereixen que el disseny del fuselatge no permet que això succeeixi.
L'auxiliar de vol C.B. Lansing va volar en el vol 243 d'Aloha Airlines quan una gran part del sostre de la cabina (aproximadament 18 x 25 cm) es va separar, l'informe assenyala que va ser escombrada per la borda en lloc d'aspiració a través del forat. L'informe del documental d'Air Crash Investigation en el vol 243 (temporada 3, 2005) assenyala que la 'línia d'esquinçament' se suposa que evita la pèrdua de grans lloses del fuselatge. Treballant a partir dels comptes dels passatgers (incloent un informe de les cames de l'auxiliar 'desapareixent pels núvols), evidencien forènsicament incloent fotografies NTSB i càlculs d'estrès, els experts especulen que l'hostessa va ser succionada contra el forat inicialment permesa per una pressió atmosfèrica de 10, d'aquí el fracàs material molt més gran. Un enginyer de corrosió considera que les corretges lacrimals també podrien haver estat destrossades pel corrent d'aire a través de l'impacte del cos de Lansing.

## Lesions de descompressió
Les lesions físiques següents poden estar associades amb incidents de descompressió:
- Hipòxia és el risc més greu associat a la descompressió, especialment pel que pot passar desapercebut o incapacitar la tripulació.[11][12][13][14]
- Barotrauma: una incapacitat per equilibrar la pressió en els espais d'aire interns, com ara l'orella mitjana o l'aparell digestiu, o una lesió més greu, com una explosió pulmonar.[11]
- Síndrome de descompressió.[11][12][15][16]
- Traumatisme físic causats per la violència de descompressió explosiva, que pot convertir les persones i objectes solts en projectils.
- Mal d'altura
- Congelació o hipotèrmia de l'exposició a la congelació d'aire fred en altura

## Accidents i incidents important de descompressió
Els incidents de descompressió no són infreqüents en els avions militars i civils, amb aproximadament 40-50 esdeveniments de descompressió ràpida, es produeixen arreu del món anualment. En la majoria dels casos, el problema és relativament manejable per a la tripulació aèria. Per tant, on els passatgers i l'avió no pateixen els efectes nocius, els incidents no solen considerar importants. Les lesions resultants d'incidents de descompressió són rars.
Els incidents de descompressió no es produeixen únicament en avions -l'incident del Byford Dolphin és un exemple de descompressió explosiva violenta en un plataforma petroliera. Un esdeveniment de descompressió és un efecte d'un error causat per un altre problema (com una explosió o col·lisió en l'aire), però l'esdeveniment de descompressió pot empitjorar el problema inicial.
| Succés                                                       | Data | Dipòsit sota pressió                                     | Tipus de succés     | Nombre de víctimes mortals/totals a bord | Tipus de descompressió         | Causa |
| ------------------------------------------------------------ | ---- | -------------------------------------------------------- | ------------------- | ---------------------------------------- | ------------------------------ | --- |
| Vol 781 de BOAC                                              | 1954 | de Havilland Comet                                       | Accident            | 35/35                                    | Descompressió explosiva        | Fatiga del metall |
| Vol 201 de South African Airways                             | 1954 | de Havilland Comet                                       | Accident            | 21/21                                    | Descompressió explosiva        | Fatiga del metall |
| Vol 2 de TWA                                                 | 1956 | Lockheed L-1049 Super Constellation                      | Accident            | 70/70                                    | Descompressió explosiva        | Col·lisió en l'aire |
| Accident al 1961 de Yuba City B-52                           | 1961 | B-52 Stratofortress                                      | Accident            | 0/8                                      | Descompressió gradual o ràpida | (Indeterminat) |
| Accident de la prova del vestit espacial del programa Apollo | 1966 | Vestit espacial Apollo A7L (o possiblement, un prototip) | Accident            | 0/1                                      | Descompressió ràpida           | Error en l'acoblament de la línia d'oxigen                                                                                          |
| Reentrada del Soyuz 11                                       | 1971 | Soiuz                                                    | Accident            | 3/3                                      | Descompressió gradual          | Cabina danyada per la vàlvula de ventilació                                                                                         |
| Vol 96 d'American Airlines                                   | 1972 | Douglas DC-10-10                                         | Accident            | 0/67                                     | Descompressió ràpida           | Error en la comporta de càrrega |
| Vol 27 de National Airlines                                  | 1973 | Douglas DC-10-10                                         | Accident            | 1/116                                    | Descompressió explosiva        | La tripulació va encendre els circuits d'expulsió; motor amb velocitat excessiva i es va desintegrar, van saltar peces de fuselatge |
| Vol 981 de Turkish Airlines                                  | 1974 | Douglas DC-10-10                                         | Accident            | 346/346                                  | Descompressió explosiva        | Error en la comporta de càrrega |
| Accident de C-5 a Tan Son Nhut                               | 1975 | C-5 Galaxy                                               | Accident            | 155/330                                  | Descompressió explosiva        | El manteniment inadequat de les portes posteriors, error de la comporta de càrrega                                                  |
| Vol 902 de Korean Air Lines                                  | 1978 | Boeing 707                                               | Abatut              | 2/109                                    | Descompressió explosiva        | Abatut després d'entrar en espai aeri prohibit sobre la Unió Soviètica.                                                             |
| Vol 162 de Saudia                                            | 1980 | Lockheed L-1011 TriStar                                  | Accident            | 2/292                                    | Descompressió explosiva        | Roda rebentada |
| Vol 103 de Far Eastern Air Transport                         | 1981 | Boeing 737                                               | Accident            | 110/110                                  | Descompressió explosiva        | Corrosió |
| Accident de Byford Dolphin                                   | 1983 | Campana de busseig                                       | Accident            | 5/6                                      | Descompressió explosiva        | Error humà, sense sistema A prova de fallades en el disseny                                                                         |
| Vol 007 de Korean Air Lines                                  | 1983 | Boeing 747-230B                                          | Abatut              | 269/269                                  | Descompressió ràpida           | Es va disparar intencionalment un míssil aire-aire després que l'aeronau s'extraviés en espai aeri prohibit sobre la Unió Soviètica |
| Vol 123 de Japan Airlines                                    | 1985 | Boeing 747-SR46                                          | Accident            | 520/524                                  | Descompressió explosiva        | Fallada estructural de la mampara de pressió posterior                                                                              |
| Vol 182 d'Air India                                          | 1985 | Boeing 747-237B                                          | Atemptat terrorista | 329/329                                  | Descompressió explosiva        | Explosió d'una bomba a la zona de càrrega                                                                                           |
| Incident el 1985 d'Alia                                      | 1985 | Lockheed L-1011 TriStar                                  | Incident            | 0/?                                      | Descompressió ràpida           | Incendi durant el vol n la mampara de pressió posterior                                                                             |
| Vol 5055 de LOT                                              | 1987 | Ilyushin Il-62M                                          | Accident            | 183/183                                  | Descompressió ràpida           | Error en la turbina del motor |
| Vol 243 d'Aloha Airlines                                     | 1988 | Boeing 737-297                                           | Accident            | 1/95                                     | Descompressió explosiva        | Fatiga del metall |
| Pan Am Flight 103                                            | 1988 | Boeing 747-121                                           | Atemptat terrorista | 259/259                                  | Descompressió explosiva        | Explosió d'una bomba a la zona de càrrega                                                                                           |
| Vol 811 d'United Airlines                                    | 1989 | Boeing 747-122                                           | Accident            | 9/355                                    | Descompressió explosiva        | Error en la comporta de càrrega |
| Vol 772 d'UTA                                                | 1989 | McDonnell Douglas DC-10-30                               | Atemptat terrorista | 170/170                                  | Descompressió explosiva        | Explosió d'una bomba a la zona de càrrega                                                                                           |
| Vol 5390 de British Airways                                  | 1990 | BAC One-Eleven                                           | Incident            | 0/87                                     | Descompressió ràpida           | Sostenidors incorrectes dels parabrises utilitzats                                                                                  |
| Vol 800 de TWA                                               | 1996 | Boeing 747-131                                           | Accident            | 230/230                                  | Descompressió explosiva        | Explosió en el dipòsit de combustible                                                                                               |
| Progress M-34                                                | 1997 | Spektr                                                   | Accident            | 0/?                                      | Descompressió ràpida           | Col·lisió durant l'acoblament en òrbita                                                                                             |
| Vol LN 602 de Lionair                                        | 1998 | Antónov An-24RV                                          | Shootdown           | 55/55                                    | Descompressió ràpida           | Probablement abatut per un MANPAD                                                                                                   |
| South Dakota Learjet                                         | 1999 | Learjet 35                                               | Accident            | 6/6                                      | Descompressió gradual o ràpida | (Indeterminat) |
| “Vol fantasma” d'Austràlia                                   | 2000 | Beechcraft Super King Air                                | Accident            | 8/8                                      | Sospita de descompressió       | (Indeterminat) |
| Incident de Hainan Island                                    | 2001 | Lockheed EP-3                                            | Accident            | 0/24                                     | Descompressió ràpida           | Col·lisió en l'aire |
| Vol 9755 de TAM                                              | 2001 | Fokker 100                                               | Accident            | 1/82                                     | Descompressió ràpida           | Finestra trencada per metralla després d'un error del motor                                                                         |
| Vol 611 de China Airlines                                    | 2002 | Boeing 747-200B                                          | Accident            | 225/225                                  | Descompressió explosiva        | Fatiga del metall |
| Vol 2937 de Bashkirian Airlines                              | 2002 | Tupolev Tu-154M                                          | Accident            | 69/69                                    | Descompressió explosiva        | Col·lisió en l'aire |
| Vol 522 d'Helios Airways                                     | 2005 | Boeing 737-31S                                           | Accident            | 121/121                                  | Descompressió gradual          | El sistema de pressurització s'estableix en manual durant tot el vol                                                                |
| Vol 536 d'Alaska Airlines                                    | 2005 | McDonnell Douglas MD-80                                  | Incident            | 0/140 + tripulació                       | Descompressió ràpida           | L'incompliment de reportar a l'operador de col·lisió implicant un carro de càrrega d'equipatge a la porta d'embarcament             |
| Vol 30 de Qantas                                             | 2008 | Boeing 747-438                                           | Incident            | 0/365                                    | Descompressió ràpida           | El fuselatge es trenca per explosió d'un cilindre d'oxigen                                                                          |
| Vol 2294 de Southwest Airlines                               | 2009 | Boeing 737-300                                           | Incident            | 0/126 + 5 tripulació                     | Descompressió ràpida           | Fatiga del metall |
| Vol 812 de Southwest Airlines                                | 2011 | Boeing 737-300                                           | Incident            | 0/118 + tripulació                       | Descompressió ràpida           | Fatiga del metall |

## Implicacions per al disseny d'aeronaus
Les aeronaus modernes estan dissenyades específicament amb bigues de reforç longitudinals i circumferencials amb la finalitat d'evitar danys localitzats d'esquinçament del conjunt del fuselatge durant un incident de descompressió. No obstant això, els esdeveniments de descompressió però, han demostrat ser fatals per a les aeronaus. El 1974, la descompressió explosiva a bord del vol 981 de Turkish Airlines va causar el col·lapse del terra, tallant cables vitals del control del vol. La FAAva emetre una Directiva d'Aeronavegabilitat que l'any següent exigeix als fabricants d'avions de fuselatge ample a enfortir les plantes perquè puguin resistir els efectes de la descompressió en el vol, causades per una obertura de fins a 1,9 m² en el compartiment de càrrega de coberta inferior. Els fabricants van ser capaços de complir amb la Directiva, bé mitjançant l'enfortiment dels pisos i/o la instal·lació de reixetes de ventilació d'alleujament anomenats "panells de dau" entre la cabina de passatgers i el compartiment de càrrega.

Les portes de cabina estan dissenyades per fer que sigui gairebé impossible perdre la pressurització a través de l'obertura d'una porta de la cabina de vol, ja sigui accidental o intencionada. El disseny de portes d'endoll asseguren que quan la pressió dins de la cabina superi la pressió fora de les portes són expulsades i no s'obre fins que la pressió s'iguali. Les portes de la cabina, incloent les sortides d'emergència, però no totes les portes de càrrega, s'obren cap a dins, o primer ha de ser tirat cap a dins i girar llavors abans que puguin ser empeses mitjançant el marc de la porta, perquè almenys una dimensió de la porta és més gran que el marc de la porta.
Abans del 1996, aproximadament 6.000 avions grans de transport comercials van ser certificats per volar a 13716 metres (45000 peus), sense estar obligats a complir amb les condicions especials relacionades amb el vol a gran altitud. El 1996, la FAA va adoptar l'Esmena 25-87, que va imposar especificacions addicionals per als nous dissenys de tipus d'aeronaus de cabina de pressió de gran altitud.
Per a les aeronaus certificades per operar per sobre eñs 7620 metres (25.000 peus), han de "ser dissenyats perquè els ocupants no siguin exposats a una altitud de pressió de cabina en excés de 4522 metres (15.000 peus) després de qualsevol condició de d'error probable del sistema de pressurització."
En el cas d'una descompressió que resulta de "qualsevol condició de d'error no mostrat ser extremadament improbable," l'aeronau ha de ser dissenyada de manera que els ocupants no estaran exposats a una altitud de cabina que excedeixi els 7620 metres (25.000 peus) durant més de 2 minuts, ni superior a una altitud de 12192 metres (40.000 peus) en qualsevol moment. A la pràctica, aquesta nova esmena de la FAR imposa un funcionament de sostre de vol de 12192 metres (40.000 peus) en la majoria dels avions recentment dissenyats per a ús comercial.
El 2004, Airbus va sol·licitar amb èxita la FAA per permetre que la pressió de la cabina de l'A380 pogués arribar als 13106 metres (43.000 peus) en el cas d'un incident de descompressió, i per superar els 12192 metres (40.000 peus) durant un minut. Aquesta exempció especial permet que les noves aeronaus puguin operar a una altitud superior a altres avions de nou disseny civil, que encara no s'ha concedit una exempció similar.

## Normes internacionals
L'exposició despressurització Integral (Depressurization Exposure Integral o DEI en anglès) és un model quantitatiu que és utilitzat per la FAA per garantir el compliment de les directives relacionades amb el disseny de descompressió. El model es basa en el fet que la pressió del subjecte que està exposat i la durada de l'exposició, són les dues variables més importants en joc en un cas de descompressió.
Altres normes nacionals i internacionals per les proves de descompressió explosives s'inclouen:
- MIL-STD-810, 202
- RTCA/D0-160
- NORSOK M710
- API 17K i 17J
- NACE TM0192 i TM0297
- TOTALELFFINA SP TCS 142 Apèndix H